# Elorza
Elorza é uma cidade venezuelana, capital do município de Rómulo Gallegos.